# Summer Beaver Airport
Summer Beaver Airport är en flygplats i Kanada.   Den ligger i provinsen Ontario, i den sydöstra delen av landet, 1 200 km nordväst om huvudstaden Ottawa. Summer Beaver Airport ligger 253 meter över havet.
Terrängen runt Summer Beaver Airport är platt, och sluttar norrut. Trakten runt Summer Beaver Airport är nära nog obefolkad, med mindre än två invånare per kvadratkilometer.. Det finns inga samhällen i närheten.